# Jean-Julien Weber
Jean-Julien Weber (Lutterbach 13 février 1888 - Ribeauvillé 13 février 1981) est le 101e évêque puis archevêque (à titre personnel) de Strasbourg de 1945 à 1966.

## Biographie
Jean Julien Weber est né le 13 février 1888 à Lutterbach, sous domination allemande, dans une famille d'origine alsacienne et de tradition militaire qui a opté pour la nationalité française. Ses parents étaient Albert Weber, vétéran de la guerre franco-prussienne et militaire de carrière, et Marie Angélique Hürler.
Destiné à une carrière ecclésiastique, il entre au séminaire en octobre 1905 mais doit faire son service militaire au 35e régiment d'infanterie en 1909. Il entre dans le peloton des officiers de réserve le 1er octobre 1910 comme caporal, il en sort le 1er octobre 1911 avec le grade de sous-lieutenant pour terminer les études. Il est ordonné prêtre le 29 juin 1912. De 1913 à 1914, il étudie l'exégèse biblique à l'Institut biblique de Rome, où il obtient un doctorat en théologie.
Le 2 août 1914, Jean-Julien Weber s'engage volontairement comme lieutenant de réserve du 21e régiment d'infanterie de Langres. Il débute la guerre dans les Vosges puis en Alsace – il est légèrement blessé à la jambe au combat de Muckenbach – pour la bataille des Frontières. Il participe ensuite à la défense sur la Marne, puis à Notre Dame de Lorette où il subit sa deuxième blessure, au visage. Par la suite, il s'absente du front pendant près d'un an (mai 1915 à avril 1916), puis revient en Champagne et est nommé capitaine. Puis viennent la Somme et la seconde bataille de la Marne, prélude à l’effondrement allemand et l’armistice, vécu dans les Ardennes. Ayant survécu, l'officier-prêtre retourne enfin dans son Alsace libérée.
Entre les deux guerres, il est nommé directeur du séminaire Saint-Sulpice à Issy-les-Moulineaux où il fut directeur de 1919 à 1926, puis Supérieur du Séminaire de philosophie, de 1926 à 1942. Il y enseigna la philosophie jusqu’en 1939.
Il porte à nouveau l'uniforme en septembre 1939 en tant qu'aumônier militaire. En 1942 il reprend ses services religieux pour être nommé supérieur du Grand Séminaire Saint-Sulpice[Lequel ?] de Paris jusqu’à ce qu’il soit nommé, le 1er juin 1945 coadjuteur de Charles Ruch, évêque de Strasbourg, avec le titre d’évêque titulaire de Messène (de), pour lui succéder à sa mort quelques mois plus tard, le 29 août de la même année. Il a commencé son épiscopat en visitant les villages les plus touchés par la guerre, dépensant sans relâche pour les aider à se relever de leur ruine. Au cours de son épiscopat, il consacra 39 nouvelles églises. En créant un office diocésain de pastorale liturgique, il s'efforce de promouvoir le renouveau liturgique qui a été l'une des caractéristiques de son épiscopat. Il investit des sommes colossales dans la modernisation et l'agrandissement des collèges épiscopaux. Le 30 avril 1958 il reçoit le titre d'assistant au trône pontifical, puis il est élevé au rang d'archevêque à titre personnel le 25 mars 1962. Il aura un rôle essentiel dans l'Église alsacienne d'après-guerre, en participant aussi au concile Vatican II.
L'archevêque-évêque de Strasbourg a pris sa retraite le 30 décembre 1966, laissant le souvenir d'un évêque très populaire et profondément aimé. Sa démission est une des premières après la publication de la lettre apostolique Ecclesiae Sanctae (en) par Paul VI. Il est également un des premiers à être nommé « évêque émerite » et de ne pas recevoir de siège titulaire.
Après avoir beaucoup écrit sur l'armée et la religion, il meurt le 13 février 1981, le jour de son 93e anniversaire, au monastère des sœurs de la Divine Providence de Ribeauvillé, où il s'était retiré. Il est inhumé sous le monument funéraire des pères supérieurs au cimetière du Couvent des Sœurs de la Divine Providence à Ribeauvillé.

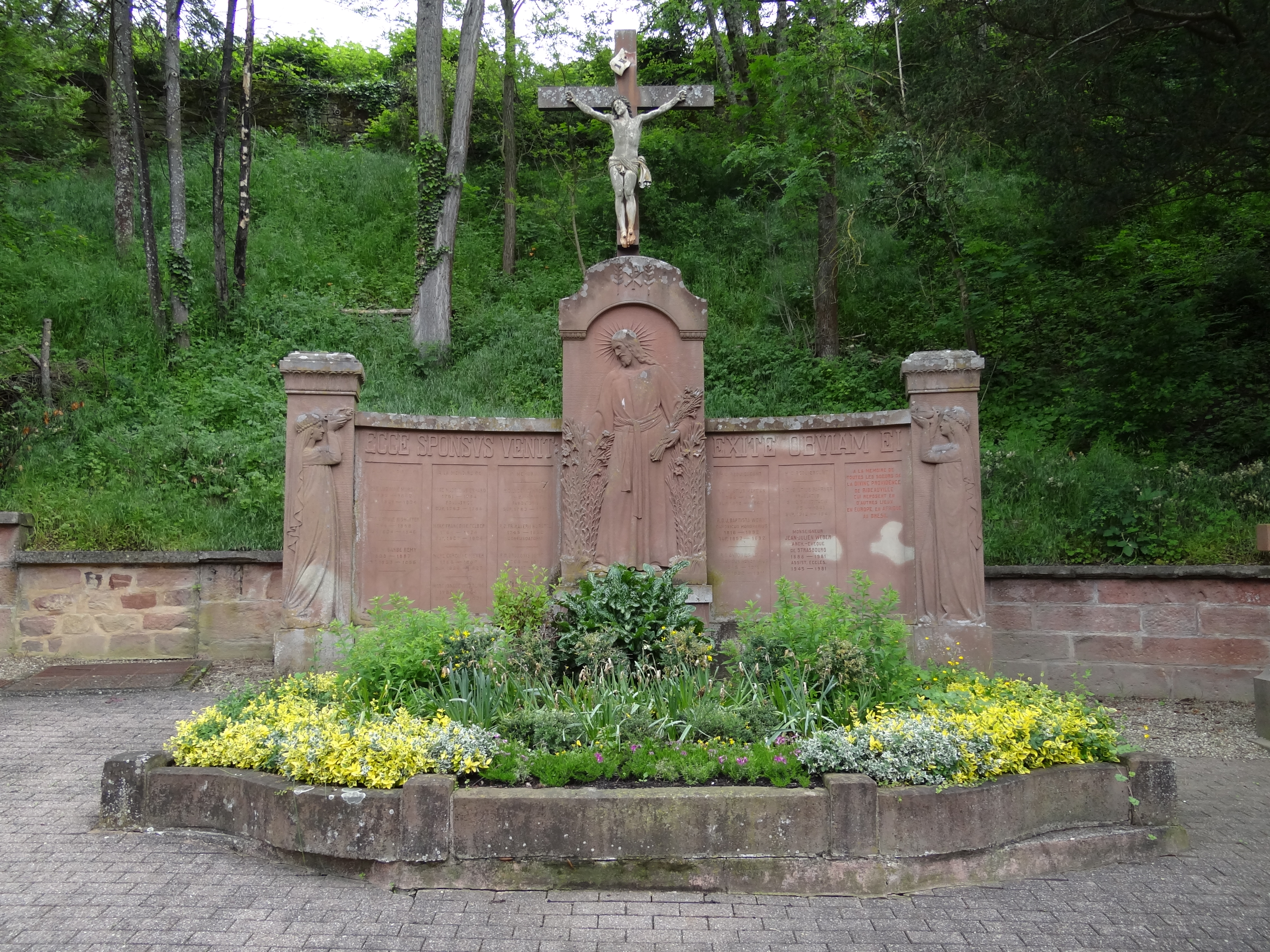
Le monument des pères supérieurs au cimetière du couvent des Sœurs de la Divine Providence à Ribeauvillé où est inhumé Jean-Julien Weber.

### Carrière religieuse
- 29 juin 1912 : ordonné prêtre de la Société des Prêtres de Saint Sulpice
- 19 mai 1945 : nommé évêque auxiliaire de Strasbourg
- 29 août 1945 : nommé évêque de Strasbourg
- 25 mars 1962 : nommé archevêque de Strasbourg à titre personnel
- 30 décembre 1966 : admis en retraite
- 13 février 1981 : décès à Strasbourg le jour de ses 93 ans.

### Armoiries et devise
| Blason | Blasonnement : D'azur à la fasce vivrée d'or accompagnée en chef du monogramme sulpicien d'argent accosté à dextre et à senestre de deux fleur de lys d'or, et en pointe de la couronne d'Alsace aussi d'or. Une croix archiépiscopale placée derrière l’écu. Le tout sous un chapeau et cordelière de sinople à quatre rangées de glands. « Utrique fidelis » Fidèle à l'un et à l'autre. Commentaires : Armoiries en tant qu'Archevêque ad personam de Strasbourg. |

## Succession apostolique
Jean-Julien Weber a ordonné les évêques suivants :
- Archevêque Joseph-Paul Strebler, S.M.A. (1946)
- Évêque José Hascher, C.S.Sp. (1947)
- Archevêque Jean-Jérôme Adam, C.S.Sp. (1947)
- Évêque Léon-Adolphe Messmer, O.F.M. Cap. (1951)
- Évêque Joseph Fady, M. Afr. (1951)
- Évêque Émile Durrheimer (de), S.M.A. (1952)
- Évêque Jérôme-Théodore Lingenheim (de), S.M.A. (1956)
- Évêque Henri Alfred Bernardin Hoffmann, O.F.M. Cap. (1957)
- Évêque Léon-Arthur-Auguste Elchinger (1958)
- Évêque Alphonse-Gérard Bannwarth (1963)

## Ouvrages
Par Jean-Julien Weber
- Sur les pentes de Golgotha, Un prêtre dans les tranchées, Strasbourg, Nuée Bleue, 2001, 320 p. (ISBN 2-716505-292)
- La vierge Marie dans le nouveau testament, 1951, 130 p.
- Le Mont Saint Odile, 1971, 70 p.
- Le psautier du Bréviaire Romain, 1951, 887 p.
- Où en sont les études bibliques ?, 1968, 240 p.
- L'Église et l'Alsace à la croisée des chemins, Culture Alsacienne, 1978, 83 p. (ISBN 2-900-355-12-5)
- Je me souviens, Éditions du Centurion, coll. « Souvenirs Présents », 1976, 142 pages (ISBN 2-227-34016-9)

## Hommages
La place jouxtant la basilique de Lutterbach porte son nom depuis 1988.
Au cimetière militaire de Grendelbruch, dans lequel reposent certains de ses compagnons de guerre, une allée porte son nom depuis 2014.
En 2021, un "Pont Jean-Julien Weber, archevêque de Strasbourg" est inauguré à Lautenbach (Bade-Wurtemberg) pour rendre hommage à son œuvre de réconciliation franco-allemande entamée dès 1945 par des interventions en faveur de la population du Bade-Wurtemberg.

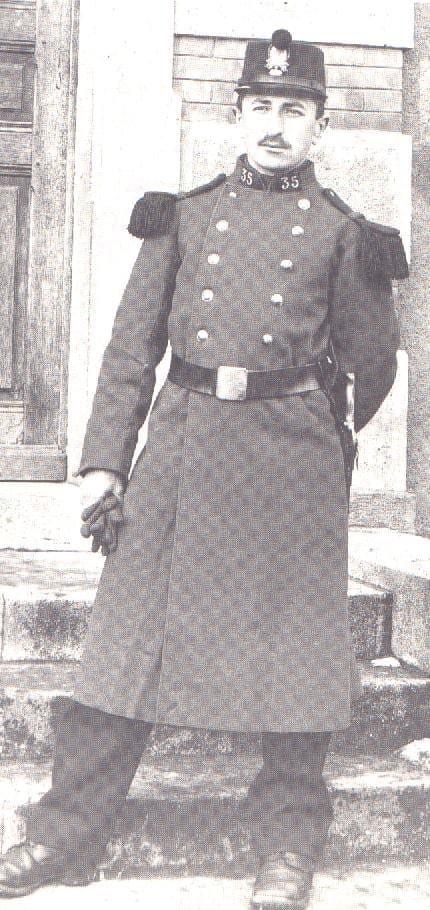
Jean Julien Weber pendant la Première Guerre mondiale